# ADNR
ADNR (Accord Européen relatif au Transport International des Marchandises Dangereuses par voie de Navigation du Rhin) was het Europees verdrag over het internationaal vervoer van gevaarlijke goederen over de Rijn. Het ADNR was het meest invloedrijke verdrag waar de meeste Europese riviercommissies en staten zich op baseren. Het ADNR is opgehouden te bestaan in 2011, drie jaar nadat de opvolger in werking trad.
In 2009 werd het ADNR vervangen door het harmoniserende verdrag Europees Verdrag inzake het internationale vervoer van gevaarlijke goederen over de binnenwateren (ADN) van de UNECE, dat gebaseerd is op het ADNR. Het ADN is voor Nederland in Europa in werking getreden op 29 februari 2008.
De afkorting "ADNR" werd meestal gebruikt om de bijlagen bij het verdrag aan te duiden, waarin de voorschriften voor het vervoer van gevaarlijke goederen vervat zijn. Deze voorschriften werden door een commissie van deskundigen regelmatig (om de twee jaar) aangepast aan de stand van de techniek en de wetenschappelijke kennis; zo spreekt men van het ADNR 2001, ADNR 2003, ADNR 2005... 
De Centrale Commissie voor de Rijnvaart (CCR) stelde het reglement vast.
Het ADNR 2007 bestond uit negen delen:
1. Algemene voorschriften
2. Classificatie
3. Lijst van gevaarlijke goederen, bijzondere bepalingen evenals vrijstellingen in verband met het vervoer van gevaarlijke goederen verpakt in gelimiteerde hoeveelheden
4. Gebruik van verpakkingen en tanks
5. Procedures voor de verzending
6. Voorschriften voor de constructie en beproeving van verpakkingen, IBC’s, grote verpakkingen en tanks
7. Voorschriften voor het laden, vervoeren, lossen en de overige behandeling van de lading
8. Voorschriften voor de bemanning, de uitrusting, de exploitatie van de schepen en de documenten
9. Constructievoorschriften